# Heinrich Hesselberg
Heinrich Friedrich Ludwig Hesselberg (* 4. Januar 1792 in Windau; † 21. Juli 1848 in Kremon) war ein deutsch-baltischer evangelisch-lutherischer Geistlicher.

## Leben
Hesselberg entstammte einer deutsch-baltischen Pastorenfamilie. Er erhielt seine Schulbildung im Pastorat von Angermünde (Kurland). Danach studierte er ab 1807 Evangelische Theologie an der Kaiserlichen Universität Dorpat, wechselte 1810 an die Ruprecht-Karls-Universität Heidelberg und zum Wintersemester 1810/11 an die Universität Jena. In Dorpat war Hesselberg Mitglied der Curonia, in Heidelberg wurde er 1810 Mitglied des Corps Curonia. Nach Beendigung seines Studiums kehrte er nach Kurland zurück und nahm zunächst eine Hauslehrerstellen, unter anderem bei dem Grafen von Lambsdorff in Laiden, an. Als Pastor wirkte er ab 1823 in Sackenhausen, dann ab 1826 in Dalbingen und 1844–1848 in Setzen. Er war von 1842 bis 1848 Assessor des Konsistoriums von Kurland. Er veröffentlichte neben einigen Predigten eine Sprachlehre des lettischen Sprache sowie eine lettische Übersetzung von Johann Arndts Paradiesgärtlein. Hesselberg war ab 1820 mit Karoline geb. Elverfeld verheiratet. Die beiden zogen in ihrem Haushalt fünf Pflegekinder groß; neben den Pensionsschülern, die Hesselberg unterrichtete.

## Schriften
- Lettische Sprachlehre, Mitau 1841 (Digitalisat)